# 堀善証
堀 善証（ほり ぜんしょう、1854年（安政元年3月） - 1910年（明治43年）1月9日）は、日本の僧侶（本願寺派）。政治家、衆議院議員（1期）。

## 経歴
摂津国武庫郡、のちの兵庫県武庫郡今津村（今津町を経て現西宮市）で生まれた。福沢諭吉に師事し、語学と数学を修める。真宗学を研究し、本願寺派の僧侶となる。北海道に渡り、開教事務に専念し、本願寺仏教慈善団創立事業に従事する。
1890年の第1回衆議院議員総選挙において兵庫2区から無所属で立候補して当選する。1892年の第2回衆議院議員総選挙で落選した。以後の立候補はなく、1910年に死去した。